# Kristen Renton

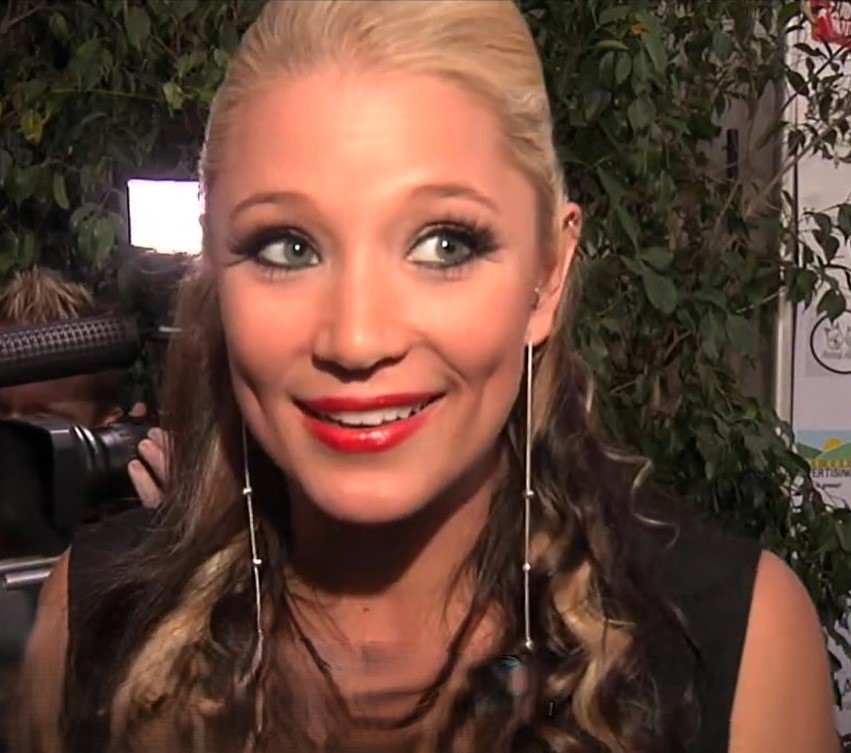
Kristen Renton

Kristen Louise Renton (* 14. September 1982 in Denver, Colorado) ist eine US-amerikanische Schauspielerin.

## Leben
Kristen Renton wurde als Tochter von Jack und Edie Renton in Denver, Colorado geboren, wuchs aber in Orlando, Florida, Louisville, Kentucky und Clearwater, Florida auf. Sie hat eine etwa 4 Jahre ältere Schwester namens Karla, die Gelegenheitsmodel und Verkäuferin ist.
Renton wollte ursprünglich Meeresbiologie studieren, doch nach einem unerwarteten Rollenangebot zog sie mit ihrer Mutter nach Hollywood in eines der Oakwood Apartments. Dort lebte sie von 1999 bis 2001. Durch den Umzug verpasste sie ihr letztes Halbjahr an der Countryside High School. Allerdings holte sie ihren High-School-Abschluss an der Cambridge Academy, einer Fernschule, nach und schloss diesen mit einem Notendurchschnitt von 3,8 ab. Im September 2001 zog Renton zu ihrer Schwester Karla nach Burbank. Im Jahr 2001 hatte sie ihr erstes richtiges Einkommen. Sie verdiente $90,000 (Brutto) durch MTV-Serien und Werbespots. Sie machte unter anderem Werbung für Arizona Jeans und McDonald’s. Renton lehnte eine Rolle in der MTV-Serie Undressed – Wer mit wem? ab, da sie niemals Nacktszenen drehen würde.
Wenn Kristen Renton keine Vorsprechen hat, schreibt sie Gedichte, arbeitet als Verkäuferin oder besucht Garagenverkäufe.
Sie ist 1,73 m groß und hat saphirblaue Augen.
Vor ihrer Hauptrolle der Nancy in American High – Hier steigt die Party! spielte Renton hauptsächlich in Independent Filmen, aber sie hat z. B. auch im Theater die Rolle der Julia in einer Leila Davis Players Version von Romeo und Julia gespielt. Weitere Bekanntheit erlangte sie durch Gastauftritte in O.C., California und CSI: New York. Derzeit ist sie in der Rolle der Morgan Hollingsworth in Zeit der Sehnsucht zu sehen.
Renton beherrscht zusätzlich zur Schauspielerei Klavierspielen, Ballett und Stepptanz.

## Filmografie (Auswahl)
- 2001: American High – Hier steigt die Party! (The Sausage Factory)
- 2002: Scratch & Burn (Blunt)
- 2005: Come Away Home
- 2005: In the Mix
- 2007: Ghouls
- 2007–2008: Zeit der Sehnsucht (Days of Our Lives)
- 2011: Strictly Sexual: The Series
- 2012: Meant to Be
- 2015: Battle Scars
- 2015: Street Level
- 2016: Diagnosis Delicious (Fernsehfilm)
- 2017: One Small Indiscretion (Fernsehfilm)
- 2019: Marriage Killer
- 2019: Xenophobia
- 2020: American Zombieland – Angriff der Fettarsch-Zombies (Fat Ass Zombies)
- 2020: T11 Incomplete
- 2020: The Crickets Dance
- 2021: Into the Devil’s Reach
- 2024: First Shift

### Gastauftritte
- 2002: The Andy Dick Show, Folge Coconut Monkey Bank
- 2002: Meine Familie – Echt peinlich (Maybe It's Me), Folge 1.18
- 2004: O.C., California (The O.C.), Folge 1.26
- 2005: CSI: New York (CSI:NY), Folge 2.6
- 2009–2013: Sons of Anarchy (Sons of Anarchy), 12 Folgen
- 2013: The Glades, Staffel 3, Folge 1
- 2012–2014: Anger Management (Anger Management), als Allie, Folge 1.06 und Folge 2.83
- 2016: Dudes, 3 Folgen